# Knyella vivax
Knyella vivax är en insektsart som beskrevs av Otte, D. och Perez-gelabert 2009. Knyella vivax ingår i släktet Knyella och familjen syrsor. Inga underarter finns listade i Catalogue of Life.